# Адалберт I фон Калв
Адалберт I фон Калв (на немски: Adalbert von Calw * ок. 970/996 в Калв, Вюртемберг; † между 1046 и 1049) е граф на Калв в Уфгау (споменат 1041 – 1046/1049) в Баден-Вюртемберг.

## Биография
Син е на граф Аделберт фон Калв (* ок. 970). Той произлиза в директна линия от император Карл Велики, понеже граф Еберхарт I фон Калв (* 775; † 811) се жени за неговата дъщеря Хилтруд (* 787; † сл. 814).
През 1037 г. Адалберт I участва в подаряването на манастир в Йоринген и е споменат в документа (Öhringer Stiftungsbrief) от 17 август 1037 г. от Вюрцбург, което означава, че е роднина със Салиите, графовете на Лауфен и с графовете на Вормсгау.

## Фамилия
Адалберт I фон Калв се жени за Аделхайд фон Егисхайм (* ок. 1000; † ок. 1037), дъщеря на граф Хуго IV (VI) фон Егисхайм и Нордгау († 1048/1049) и съпругата му Хайлвиг фон Дагсбург († 1046/1049). Тя е сестра на папа Лъв IX. Те имат децата:
- дъщеря (* ок. 1028), омъжена ок. 1044 г. в Калв за граф Попо I (Бопо) фон Лауфен (* ок. 1020; † сл. 1047), син на Попо?, граф в Некаргау
- Адалберт II (* ок. 1030; † 22 септември 1099), 1075 г. граф на Калв, ок. 1050 г. построява замък Калв, женен за Вилтруда от Лотарингия († 1093), дъщеря на херцог Готфрид III Брадатия.